# گایسهورن امزی
گایسهورن امزی (به آلمانی: Gaishorn am See) یک منطقهٔ مسکونی در اتریش است که در ناحیه لیتسن واقع شده‌است. گایسهورن امزی ۴۰٫۵ کیلومتر مربع مساحت دارد و در ارتفاع ۷۲۳ متری از سطح دریا واقع شده‌است.